# ۱ مرداد
۱ مرداد صد و بیست و پنجمین روز از سال در گاه‌شماری خورشیدی است. به پایان سال ۲۴۰ روز (۲۴۱ روز در سال کبیسه) مانده‌است.

## رویدادها
- ۱۳۹۰ - رقابت ۱ مرداد ۱۳۹۰ تیم ملی فوتبال ایران با تیم ملی فوتبال مالدیو در مرحله مقدماتی جام جهانی فوتبال ۲۰۱۴ (آسیا)
- ۱۳۹۶ - اعتراضات ۱ مرداد ۱۳۹۶ سپرده‌گذاران مؤسسه اعتباری کاسپین
- ۱۴۰۲ - انتشار‌ هشتگ #الهه_نیلوفر در شبکه‌های اجتماعی

## زادروزها
- ۱۲۸۹ - عبدالله دهش، شاعر
- ۱۳۰۵ - صادق خلخالی، نخستین حاکم شرع دادگاه انقلاب
- ۱۳۰۶ - مسعود سلطانی، پدر صنعت برق ایران[۱]
- ۱۳۰۷ - بابکن آودیسیان، تهیه‌کننده سینما
- ۱۳۱۸ - انوشیروان روحانی، آهنگساز
- ۱۳۳۴ - خسرو معصومی، کارگردان
- ۱۳۴۰ - فریبا متخصص، بازیگر
- ۱۳۴۳ - علی قوی تن، کارگردان
- ۱۳۴۵ - جواد زرینچه، بازیکن فوتبال
- ۱۳۴۹ - صالح میرزاآقایی، بازیگر
- ۱۳۵۱ - سید حسن خمینی، نوه سید روح‌الله خمینی
- ۱۳۵۲ - آناهیتا همتی، بازیگر
- ۱۳۵۲ - داریوش فرضیایی، مجری
- ۱۳۷۰ - کیانوش رستمی، وزنه‌بردار

## درگذشت‌ها
- ۱۳۵۵ - افشین مقدم، خواننده
- ۱۳۸۴ - اکبر دودکار، بازیگر
- ۱۳۹۶ - عبدالرضا نیک‌بین رودسری، از پایه‌گذاران سازمان مجاهدین خلق ایران
- ۱۴۰۳ - سعید راد، بازیگر
- ۱۴۰۴ - احمد توکلی، نماینده مجلس